# Jan Jansz. Weltevree
Jan Jansz. Weltevree (De Rijp of Vlaardingen, circa 1595 – Korea, na 1666) is een Nederlands zeevaarder en waarschijnlijk de eerste Nederlander die Korea heeft bezocht. Zijn lotgevallen zijn opgetekend in het verslag van VOC-boekhouder Hendrik Hamel. Hamel verbleef in Korea van 1653 tot 1666.

## Biografie
Weltevree werd geboren rond 1595, volgens Hamel in De Rijp, al spreken andere bronnen van Vlaardingen. Hij monsterde aan op het schip Hollandia en vertrok op 17 maart 1626 naar Nederlands-Indië. Daar aangekomen vertrok hij in 1627 vanuit Batavia op het schip Ouwerkerck. 
Door stormen duurde de reis langer dan gepland en Jan Jansz. ging met de scheepsmaten Dirck Gijsbertz. en Jan Pieterse Verbaest aan land op het eiland Jeju, ongeveer 18 kilometer ten zuiden van het Koreaans Schiereiland.
Ze werden door Koreanen gevangengenomen en de Ouwerkerck vertrok zonder de mannen. De Joseondynastie, die op dat moment heerste, hield er een isolatiepolitiek op na en de bezoekers mochten het land niet meer verlaten. Jan Jansz. nam de naam Bak Yeon (박연, Bak is een Koreaanse achternaam.) aan en werd een belangrijke regeringsfunctionaris. Jan Jansz. trouwde met een Koreaanse vrouw met wie hij twee kinderen kreeg.
Volgens Weltevree zouden de twee anderen zijn omgekomen in 1636 tijdens een inval van de Mantsjoes. Ze zouden hebben meegevochten in het Koreaanse leger.
Toen in 1653 het schip De Sperwer schipbreuk leed onderweg van Batavia naar de Japanse handelspost Deshima, met Hendrik Hamel aan boord, trad Jan Jansz. op als vertaler en adviseur van de koning. Een aantal bemanningsleden wist na dertien jaar te ontsnappen en vertelde thuis van hun ontmoeting met Jan Jansz., die op het moment van hun vertrek nog leefde en ongeveer zeventig jaar oud was.

## Nalatenschap
Naast de Grote Kerk in De Rijp staat een beeld van Jan Jansz., gemaakt door Elly Baltus. Een replica van dit beeld is in 1991 in Seoel geplaatst.